# Thriller (Fernsehserie, 1973)/Episodenliste
Diese Episodenliste enthält alle Episoden der britischen Fernsehserie Thriller. Sie umfasst 6 Staffeln mit 43  Episoden, von denen elf für das ZDF synchronisiert und zwischen 1979 und 1982 gesendet wurden.

## Übersicht
| Staffel | Episodenanzahl | Deutschsprachige Erstausstrahlung | Deutschsprachige Erstausstrahlung | Erstausstrahlung UK | Erstausstrahlung UK |
| Staffel | Episodenanzahl | Staffelstart                      | Staffelfinale                     | Staffelstart        | Staffelfinale       |
| ------- | -------------- | --------------------------------- | --------------------------------- | ------------------- | ------------------- |
| 1       | 10             | 10. Juni 1979                     | 3. Juli 1982                      | 14. April 1973      | 16. Juni 1973       |
| 2       | 7              | 8. August 1981                    | 8. August 1981                    | 26. Januar 1974     | 9. März 1974        |
| 3       | 6              | 15. Mai 1982                      | 31. Juli 1982                     | 1. Juni 1974        | 6. Juli 1974        |
| 4       | 6              | 8. Oktober 1980                   | 11. Oktober 1980                  | 4. Januar 1975      | 8. Februar 1975     |
| 5       | 7              | 16. Januar 1982                   | 16. Januar 1982                   | 12. April 1975      | 24. Mai 1975        |
| 6       | 7              | -                                 | -                                 | 10. April 1976      | 22. Mai 1976        |

## Staffel 1
| Nr. (ges.) | Nr. (St.) | Deutscher Titel         | Originaltitel                    | Erstausstrahlung VK | Deutschsprachige Erstausstrahlung (D) | Regie           | Drehbuch      |
| ---------- | --------- | ----------------------- | -------------------------------- | ------------------- | ------------------------------------- | --------------- | ------------- |
| 1          | 1         | Die zweite Frau         | Lady Killer                      | 14. Apr. 1973       | 26. Juli 1980                         | Bill Hays       | Brian Clemens |
| 2          | 2         | Dämonen des Bösen       | Possession                       | 21. Apr. 1973       | 3. Juli 1982                          | John Cooper     | Brian Clemens |
| 3          | 3         | Das schwarze Haus       | Someone At The Top Of The Stairs | 28. Apr. 1973       | 10. Juni 1979                         | John Sichel     | Brian Clemens |
| 4          | 4         | -                       | An Echo Of Theresa               | 5. Mai 1973         | -                                     | Peter Jefferies | Brian Clemens |
| 5          | 5         | -                       | The Colour Of Blood              | 12. Mai 1973        | -                                     | Robert Tronson  | Brian Clemens |
| 6          | 6         | -                       | Murder In Mind                   | 19. Mai 1973        | -                                     | Alan Gibson     | Brian Clemens |
| 7          | 7         | -                       | A Place To Die                   | 26. Mai 1973        | -                                     | Peter Jefferies | Brian Clemens |
| 8          | 8         | -                       | File It Under Fear               | 2. Juni 1973        | -                                     | Bill Hays       | Brian Clemens |
| 9          | 9         | Die geschlossenen Augen | The Eyes Have It                 | 9. Juni 1973        | 6. Sep. 1980                          | Shaun O’Riordan | Brian Clemens |
| 10         | 10        | -                       | Spell Of Evil                    | 16. Juni 1973       | -                                     | John Sichel     | Brian Clemens |

## Staffel 2
| Nr. (ges.) | Nr. (St.) | Deutscher Titel       | Originaltitel           | Erstausstrahlung VK | Deutschsprachige Erstausstrahlung (D) | Regie              | Drehbuch      |
| ---------- | --------- | --------------------- | ----------------------- | ------------------- | ------------------------------------- | ------------------ | ------------- |
| 11         | 1         | -                     | Only A Scream Away      | 26. Jan. 1974       | -                                     | Peter Jefferies    | Brian Clemens |
| 12         | 2         | -                     | Once The Killing Starts | 2. Feb. 1974        | -                                     | John Scholz-Conway | Brian Clemens |
| 13         | 3         | -                     | Kiss Me And Die         | 9. Feb. 1974        | -                                     | John Sichel        | Brian Clemens |
| 14         | 4         | -                     | One Deadly Owner        | 16. Feb. 1974       | -                                     | Ian Fordyce        | Brian Clemens |
| 15         | 5         | Ein Butler für Madame | Ring Once For Death     | 23. Feb. 1974       | 8. Aug. 1981                          | Robert D. Cardona  | Brian Clemens |
| 16         | 6         | -                     | K Is For Killing        | 2. März 1974        | -                                     | Peter Moffatt      | Brian Clemens |
| 17         | 7         | -                     | Sign It Death           | 9. März 1974        | -                                     | Shaun O’Riordan    | Brian Clemens |

## Staffel 3
| Nr. (ges.) | Nr. (St.) | Deutscher Titel        | Originaltitel                        | Erstausstrahlung VK | Deutschsprachige Erstausstrahlung (D) | Regie             | Drehbuch      |
| ---------- | --------- | ---------------------- | ------------------------------------ | ------------------- | ------------------------------------- | ----------------- | ------------- |
| 18         | 1         | Ein Sarg für die Braut | A Coffin For The Bride               | 1. Juni 1974        | 31. Juli 1982                         | John Sichel       | Brian Clemens |
| 19         | 2         | Mord im Hochhaus       | I’m The Girl He Wants To Kill        | 8. Juni 1974        | 15. Mai 1982                          | Shaun O’Riordan   | Brian Clemens |
| 20         | 3         | -                      | Death To Sister Mary                 | 15. Juni 1974       | -                                     | Robert D. Cardona | Brian Clemens |
| 21         | 4         | -                      | In The Steps Of A Dead Man           | 22. Juni 1974       | -                                     | Shaun O’Riordan   | Brian Clemens |
| 22         | 5         | -                      | Come Out, Come Out, Wherever You Are | 29. Juni 1974       | -                                     | John Sichel       | Brian Clemens |
| 23         | 6         | Experten unter sich    | The Next Scream You Hear             | 6. Juli 1974        | 28. Aug. 1982                         | Robert D. Cardona | Brian Clemens |

## Staffel 4
| Nr. (ges.) | Nr. (St.) | Deutscher Titel          | Originaltitel                 | Erstausstrahlung VK | Deutschsprachige Erstausstrahlung (D) | Regie              | Drehbuch      |
| ---------- | --------- | ------------------------ | ----------------------------- | ------------------- | ------------------------------------- | ------------------ | ------------- |
| 24         | 1         | -                        | Screamer                      | 4. Jan. 1975        | -                                     | Shaun O’Riordan    | Brian Clemens |
| 25         | 2         | -                        | Nurse Will Make It Better     | 11. Jan. 1975       | -                                     | Shaun O’Riordan    | Brian Clemens |
| 26         | 3         | Der Tod kam in der Nacht | Night Is The Time For Killing | 18. Jan. 1975       | 11. Okt. 1980                         | John Cooper        | Brian Clemens |
| 27         | 4         | -                        | Killer With Two Faces         | 25. Jan. 1975       | -                                     | John Scholz-Conway | Brian Clemens |
| 28         | 5         | -                        | A Killer In Every Corner      | 1. Feb. 1975        | -                                     | Malcolm Taylor     | Brian Clemens |
| 29         | 6         | Villa mit Friedhof       | Where The Action Is           | 8. Feb. 1975        | 8. Okt. 1980                          | Don Leaver         | Brian Clemens |

## Staffel 5
| Nr. (ges.) | Nr. (St.) | Deutscher Titel                | Originaltitel                       | Erstausstrahlung VK | Deutschsprachige Erstausstrahlung (D) | Regie              | Drehbuch        |
| ---------- | --------- | ------------------------------ | ----------------------------------- | ------------------- | ------------------------------------- | ------------------ | --------------- |
| 30         | 1         | -                              | If It’s A Man, Hang Up              | 12. Apr. 1975       | -                                     | Shaun O’Riordan    | Brian Clemens   |
| 31         | 2         | -                              | The Double Kill                     | 19. Apr. 1975       | -                                     | Ian Fordyce        | Brian Clemens   |
| 32         | 3         | -                              | Won’t Write Home Mom – I’m Dead     | 26. Apr. 1975       | -                                     | James Ormerod      | Brian Clemens   |
| 33         | 4         | -                              | The Crazy Kill                      | 3. Mai 1975         | -                                     | Dennis Vance       | Denholm Elliott |
| 34         | 5         | Job mit Aufstiegsmöglichkeiten | Good Salary, Prospects, Free Coffin | 10. Mai 1975        | 16. Jan. 1982                         | John Scholz-Conway | Brian Clemens   |
| 35         | 6         | -                              | The Next Voice You See              | 17. Mai 1975        | -                                     | Robert Tronson     | Brian Clemens   |
| 36         | 7         | -                              | Murder Motel                        | 24. Mai 1975        | -                                     | Malcolm Taylor     | Brian Clemens   |

## Staffel 6
| Nr. (ges.) | Nr. (St.) | Deutscher Titel | Originaltitel                | Erstausstrahlung VK | Deutschsprachige Erstausstrahlung (D) | Regie              | Drehbuch      |
| ---------- | --------- | --------------- | ---------------------------- | ------------------- | ------------------------------------- | ------------------ | ------------- |
| 37         | 1         | -               | Sleepwalker                  | 10. Apr. 1976       | -                                     | Alan Gibson        | Brian Clemens |
| 38         | 2         | -               | The Next Victim              | 17. Apr. 1976       | -                                     | James Ormerod      | Brian Clemens |
| 39         | 3         | -               | Nightmare For A Nightingale  | 24. Apr. 1976       | -                                     | John Scholz-Conway | Brian Clemens |
| 40         | 4         | -               | Dial A Deadly Number         | 1. Mai 1976         | -                                     | Ian Fordyce        | Brian Clemens |
| 41         | 5         | -               | Kill Two Birds [Cry Terror!] | 8. Mai 1976         | -                                     | Robert Tronson     | Brian Clemens |
| 42         | 6         | -               | A Midsummer Nightmare        | 15. Mai 1976        | -                                     | Don Leaver         | Brian Clemens |
| 43         | 7         | -               | Death In Deep Water          | 22. Mai 1976        | -                                     | James Ormerod      | Brian Clemens |